# 1. liga 1993-1994
La 1. liga 1993-1994 è stata la prima edizione del campionato ceco di calcio.
La competizione, organizzata dalla ČMFS, riprese il formato del girone all'italiana dall'ormai disciolto campionato cecoslovacco, iscrivendo le squadre ceche partecipanti alla precedente edizione della prima (dieci squadre) e della seconda (sei squadre) divisione del campionato cecoslovacco. Il torneo vide la vittoria dello Sparta Praga, davanti ai rivali dello Slavia Praga e al Baník Ostrava. Retrocessero Kovkor Vítkovice e Dukla Praga.
Capocannoniere del torneo fu Horst Siegl (Sparta Praga), con 20 reti.

## Formato
Per ogni incontro sono assegnati 2 punti alla squadra vincitrice e zero in caso di sconfitta. Se l'incontro termina in un pareggio ad entrambe le squadre è assegnato un punto.

## Avvenimenti
La prima giornata fu seguita da 60530 spettatori che seguirono dagli spalti le 8 partite della prima edizione del campionato ceco. Il primo incontro fu Slovan Liberec-Viktoria Žižkov, conclusosi sullo 0-0. Le partite delle due formazioni di Praga furono le più seguite: lo Slavia Praga, impegnato a Plzeň contro il Viktoria, vinse per 0-2 in uno stadio che ospitò 15000 tifosi; lo Sparta Praga, che ospitava il Boby Brno, vinse l'incontro per 5-1 davanti a 13905 persone. La sfida meno seguita fu quella tra i Bohemians Praga e Sigma Olomouc, finita sul 2-1. La partita tra Slavia e Viktoria Pilsen fu la terza più seguita dell'intero campionato. Alla seconda giornata Boby Brno-Petra Drnovice venne seguita da quasi 15 000 tifosi, e vide la vittoria degli ospiti per 1-2. Dopo la quarta giornata cinque formazioni sono a punteggio pieno: České Budějovice JCE, Baník Ostrava, Petra Drnovice, Bohemians e Sparta Praga. Il derby di Praga tra Dukla e Sparta (conclusosi sul 2-6) alla quarta giornata segna un record stagionale: è l'incontro con più reti nella stagione. Alla quinta giornata cade il Baník contro lo Slavia Praga (1-2) e alla sesta perde il Bohemians a Pilsen e si fermano sul pari Drnovice (1-1 contro il Kovkor Vítkovice) e Sparta Praga (1-1 contro i rivali dello Slavia); vincendo per 1-0 contro lo Svit Zlín la Dynamo České Budějovice diviene la capolista solitaria, l'unica ancora a punteggio pieno avendo vinto tutti e sei gli incontri. Dopo sei sconfitte consecutive il Dukla Praga trova i primi punti pareggiando 2-2 a Brno ed 1-1 in casa contro il Fomei Hradec Králové. Dopo aver lottato per la testa della classifica Sparta Praga e Dynamo si affrontano nella nona giornata a Praga: il risultato, favorevole per 0-1 agli ospiti, riporta la Dynamo in testa alla graduatoria. La vittoria del Viktoria ŽiŽkov sul Dukla Praga per 7-0 segna il successo interno più ampio del torneo. L'incontro Boby Brno-Slavia Praga (2-1) è seguito da 23111 spettatori, record stagionale di affluenza. Tra la nona e la diciottesima giornata Dynamo e Sparta Praga si alternano in testa alla classifica, quando alla ventesima giornata i granata prendono il largo superando definitivamente i bianconeri.

## Squadre

### Profili
| Club                 | Rosa     | Città            | Stadio                    | Stagione 1992-1993                   |
| -------------------- | -------- | ---------------- | ------------------------- | ------------------------------------ |
| Baník Ostrava        | dettagli | Ostrava          | Stadio Bazaly             | 6º posto in I. liga                  |
| Boby Brno            | dettagli | Brno             | Stadio Městský fotbalový  | 8º posto in I. liga                  |
| Bohemians Praga      | dettagli | Praga            | Stadio Ďolíček            | 15º posto in I. liga                 |
| Dukla Praga          | dettagli | Praga            | Stadio Na Julisce         | 14º posto in I. liga                 |
| České Budějovice JCE | dettagli | České Budějovice | Stadio E.ON               | 13º posto in I. liga                 |
| Fomei Hradec Králové | dettagli | Hradec Králové   | Všesportovní stadion      | 9º posto in I. liga                  |
| Petra Drnovice       | dettagli | Drnovice         | Sportovní areál           | in II. liga                          |
| Sigma Olomouc        | dettagli | Olomouc          | Andrův stadion            | 5º posto in I. liga                  |
| Slavia Praga         | dettagli | Praga            | Stadion Dr. Václava Vacka | 2º posto in I.liga                   |
| Slovan Liberec       | dettagli | Liberec          | Stadio U Nisy             | in II. liga                          |
| Sparta Praga         | dettagli | Praga            | Stadion Letná             | Campione di Cecoslovacchia in carica |
| Svit Zlín            | dettagli | Zlín             | Stadio Letná              | in II. liga                          |
| Union Cheb           | dettagli | Cheb             | Stadio Lokomotiva         | in II. liga                          |
| Viktoria Plzeň       | dettagli | Plzeň            | Stadio města Plzně        | in II. liga                          |
| Viktoria Žižkov      | dettagli | Žižkov           | Stadio FK Viktoria        | in II. liga                          |
| Kovkor Vítkovice     | dettagli | Ostrava          | Stadio Městský            | 10º posto in I. liga                 |

## Classifica finale
|                      | Pos. | Squadra              | Pt | G  | V  | N  | P  | GF | GS | DR  |
| -------------------- | ---- | -------------------- | -- | -- | -- | -- | -- | -- | -- | --- |
| Rep. Ceca (bandiera) | 1.   | Sparta Praga         | 45 | 30 | 18 | 9  | 3  | 62 | 21 | +41 |
|                      | 2.   | Slavia Praga         | 39 | 30 | 16 | 7  | 7  | 55 | 28 | +27 |
|                      | 3.   | Baník Ostrava        | 36 | 30 | 14 | 8  | 8  | 52 | 25 | +27 |
|                      | 4.   | Union Cheb           | 36 | 30 | 13 | 10 | 7  | 31 | 29 | +2  |
|                      | 5.   | Viktoria Plzeň       | 35 | 30 | 12 | 11 | 7  | 35 | 23 | +12 |
|                      | 6.   | České Budějovice JCE | 35 | 30 | 11 | 13 | 6  | 33 | 31 | +2  |
|                      | 7.   | Sigma Olomouc        | 34 | 30 | 14 | 6  | 10 | 44 | 29 | +15 |
|                      | 8.   | Viktoria Žižkov      | 33 | 30 | 12 | 9  | 9  | 40 | 28 | +12 |
|                      | 9.   | Slovan Liberec       | 32 | 30 | 11 | 10 | 9  | 36 | 32 | +4  |
|                      | 10.  | Petra Drnovice       | 32 | 30 | 13 | 6  | 11 | 38 | 36 | +2  |
|                      | 11.  | Svit Zlín            | 27 | 30 | 10 | 7  | 13 | 37 | 48 | -11 |
|                      | 12.  | Boby Brno            | 26 | 30 | 10 | 6  | 14 | 38 | 46 | -8  |
|                      | 13.  | Fomei Hradec Králové | 24 | 30 | 9  | 6  | 15 | 29 | 40 | -11 |
|                      | 14.  | Bohemians Praga      | 23 | 30 | 8  | 7  | 15 | 29 | 54 | -25 |
|                      | 15.  | Kovkor Vítkovice     | 13 | 30 | 3  | 7  | 20 | 22 | 64 | -42 |
|                      | 16.  | Dukla Praga          | 10 | 30 | 1  | 8  | 21 | 21 | 68 | -47 |

Legenda:

         Campione di Repubblica Ceca e ammessa alla UEFA Champions League 1994-1995
      Ammessa alla Coppa UEFA 1994-1995
      Ammessa alla Coppa delle Coppe 1994-1995
      Retrocesse in Druhá liga 1994-1995
Note:
Due punti a vittoria, uno a pareggio, zero a sconfitta.

## Statistiche e record

### Capoliste solitarie
- 6ª giornata:  České Budějovice JCE
- 8ª giornata:  Sparta Praga
- Dalla 9ª alla 12ª giornata:  České Budějovice JCE
- Dalla 14ª alla 16ª giornata:  České Budějovice JCE
- 18ª giornata:  České Budějovice JCE
- Dalla 20ª alla 30ª giornata:  Sparta Praga

### Record
- Maggior numero di vittorie: Sparta Praga (18)
- Minor numero di sconfitte: Sparta Praga (3)
- Migliore attacco: Sparta Praga (62 gol fatti)
- Miglior difesa: Sparta Praga (16 gol subiti)
- Miglior differenza reti: Sparta Praga (+41)
- Maggior numero di pareggi: Ceske Budejovice JCE (13)
- Minor numero di pareggi: Sigma Olomouc, Petra Drnovice, Boby Brno e Fomei Hradec Králové (6)
- Minor numero di vittorie:  Dukla Praga (1)
- Maggior numero di sconfitte: Dukla Praga (21)
- Peggiore attacco: Dukla Praga (21 gol fatti)
- Peggior difesa: Dukla Praga (68 gol subiti)
- Peggior differenza reti: Dukla Praga (-47)
- Partita con più reti: Dukla Praga-Sparta Praga 2-6 (4ª giornata)

### Classifica marcatori
| Gol |  |  | Giocatore        | Squadra              |
| --- |  |  | ---------------- | -------------------- |
| 20  |  |  | Horst Siegl      | Sparta Praga         |
| 11  |  |  | Josef Obajdin    | Slovan Liberec       |
| 10  |  |  | Milan Duhan      | Baník Ostrava        |
| 10  |  |  | Karel Vácha      | České Budějovice JCE |
| 10  |  |  | Róbert Kafka     | Petra Drnovice       |
| 9   |  |  | Petr Samec       | Union Cheb           |
| 8   |  |  | Karel Poborský   | České Budějovice JCE |
| 8   |  |  | Daniel Šmejkal   | Viktoria Plzeň       |
| 8   |  |  | Miroslav Šebesta | Union Cheb           |
| 7   |  |  | Radim Nečas      | Slavia Praga         |
| 7   |  |  | Roman Hanus      | Sigma Olomouc        |
| 7   |  |  | Richard Jukl     | Fomei Hradec Králové |
| 7   |  |  | Robert Neumann   | Bohemians Praga      |